# Riu Cuando

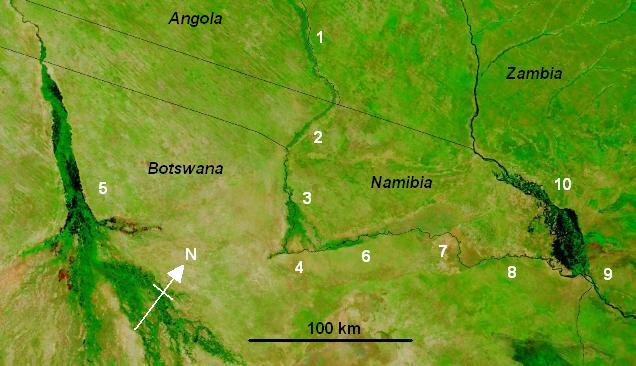
Mapa del sistema del riu Cuando-Linyanti-Chobe a la regió de Namíbia Caprivi Strip basat en una foto de la NASA. 1 és el riu Cuando; 2 el Caprivi Strip; 3 el Parc Nacional Mudumu; 4 el pantà Linyanti i el Parc nacional Mamli; 5el riu Okavango i el seu delta; 6 el riu Linyanti; 7 el Llac Liambezi (sec en aquesta foto); 8 el riu Chobe; 9 La confluència del Chobe i el Zambezi a Kazungula; 10 Els pantans del Zambezi i Caprivi estaven molt inundats quan es va fer aquesta fotografia. Crèdit: Jacques Descloitres, MODIS Rapid Response Team, NASA/GSFC.

El Cuando (normalment escrit Kwando a Namíbia) és un riu del centre sud d'Àfrica que discorre des d'Angola a la franja de Caprivi (banda estreta del territori de Namíbia), fins al pantà Linyanti a la vora nord de Botswana. Per sota del pantà el riu s'anomena Linyanti , i més cap a l'est Chobe, abans d'entrar al riu Zambezi.

## Curs del riu
El riu Cuando neix a l'altiplà central d'Angola al vessants del Mont Tembo, des d'allí flueix cap al sud-est al costat de la frontera amb Zàmbia. Després flueix en un grup de canals en un passadís pantanós de 5 a 10 km d'amplada. Com tots els rius de la zona central-sud d'Àfrica el seu cabal varia molt entre les estacions seques i humides. Fa uns 10.000 anys el riu Cuando s'unia al riu Okavango i les aigües anaven a parar al Llac Makgadikgadi (el qual actualment és un aiguamoll estacional)), però el terreny es va aixecar tectònicament i com a conseqüència actualment el riu Cuando es distribueix en nombrosos canals i zones pantanoses (anomenades el pantà deLinyanti).
A la banda nord del riu Chobe es troben els pantans de Caprivi, a la vora dels quals es troba la capital en runes de l'ètnia Kololo que van conquerir Barotseland durant el segle xix.
Gran part de les aigües dels rius Cuando, Linyanti i Chobe es perd per evaporació en els diversos pantans i la seva contribució al cabal del riu Zambezi és molt petita excepte en inundacions ocasionals.

## Fauna
Té una gran riquesa de fauna silvestre i moltes àrees de fauna protegides.
Els parcs nacionals de la zona són:
- Coutada Publica do Luiana (Angola)
- Sioma Ngwezi National Park (Zàmbia)
- West Caprivi Game Park (Namíbia)
- Mudumu National Park (Namíbia)
- Mamili National Park (Namíbia)
- Chobe National Park (Botswana)